# Гетто в Желудке
Гетто в Желудке́ (1 ноября 1941 — 9 мая 1942) — еврейское гетто, место принудительного переселения евреев посёлка Желудок Щучинского района Гродненской области и близлежащих населённых пунктов в процессе преследования и уничтожения евреев во время оккупации территории Белоруссии войсками нацистской Германии в период Второй мировой войны.

## Оккупация Желудка и создание гетто
В 1931 году в местечке Желудок проживало около 1800 евреев, в 1940 году — 1708. Посёлок был захвачен немецкими войсками 27 июня 1941 года, и оккупация продлилась более трёх лет — до 12 июля 1944 года. Многие евреи не эвакуировались вовремя, не веря рассказам о зверствах нацистов в отношении евреев, но рассчитывая, что такой цивилизованный народ, как немцы, не способен убивать невинных людей.
1 ноября 1941 года немцы, реализуя нацистскую программу уничтожения евреев, согнали местных евреев и евреев из близлежащих деревень в гетто. Так, 300 евреев были приведены сюда из Орли. Гетто располагалось на окраине посёлка — там, на улице Орлянской, людей принудили жить в уцелевших строениях по несколько семей в каждой комнате.
Все евреи под страхом смерти были обязаны носить белые нарукавные повязки с желтыми латами. Для контроля исполнения своих приказов немцы принудили евреев организовать юденрат. Главной обязанностью юденрата было обеспечивать требуемое количество узников на принудительные работы, в том числе в панском фольварке — 100 человек ежедневно.
Уже в первые дни оккупации немцы расстреляли 6 евреев, продолжая и далее убивать их за малейшую «провинность». Например, 19 июля 1941 года 22 еврея были убиты только за то, что у них не было требуемых нарукавных повязок. По свидетельству очевидца: «Их отвели в сторону, заставили выкопать могилу и расстреляли. Один из них кричал: „Не засыпайте, я ещё живой!“ И только через три дня разрешили похоронить на еврейском кладбище». Только на протяжении осени 1941 года были убиты 28 евреев из Желудка и 32 из Орли.

## Уничтожение гетто
В субботу 9 мая 1942 года нацисты организовали в Желудке самую крупную «акцию» (таким эвфемизмом немцы называли организованные ими массовые убийства). Накануне, 8 мая, гетто было окружено немецкими солдатами и полицаями. 9 мая евреев согнали на Рыночную площадь, где офицеры СС Леопольд Виндиш и Рудольф Вернер (после войны пойманные и приговоренные к пожизненному заключению) отобрали 81 еврея-ремесленника, а остальных узников — более 1500 человек — увели за деревню, расстреляли и закопали в заранее подготовленном рву. Многие из закопанных были ещё живыми. Убивали людей немцы и местные коллаборационисты.
Всего за эти два дня в Желудке было убито от 1400 до 2000 евреев.
За неделю до уничтожения гетто немцы отправили 140 молодых евреев в Скрибово, а оттуда — в Лидское гетто.
Оставшихся в живых евреев затем перевели в гетто Щучина, а оттуда в 1943 году — в лагерь смерти Собибор.

## Случаи спасения и «Праведники народов мира»
Мальчик Фишеле Зборовский был единственным, кто смог голым выбраться из ямы и убежать, но немцы потом его снова поймали. Остался в живых 19-летний Шлеймеле, которого мать спрятала, заложив кирпичами в печи, — ночью он убежал, смог найти партизан, отважно воевал и погиб в одном из боёв. Также уцелели, избежав расстрела и уйдя к партизанам, Нохум Герцович Шифманович, Борух Левин и ещё немногие евреи.
В Желудке один человек — Задарновская Ирена — был удостоен почетного звания «Праведник народов мира» от израильского мемориального института «Яд Вашем» «в знак глубочайшей признательности за помощь, оказанную еврейскому народу в годы Второй мировой войны» за спасение семьи Переворских.

## Память
В 1959 году на братской могиле жертв геноцида евреев в Желудке, убитых в мае 1942 года, был установлен обелиск.
Опубликованы неполные списки убитых евреев в Желудке.